# 马黑麻
马黑麻（Muhammad Sultan，1538年—1610年），叶尔羌汗国第四任君主，拉失德的第五个儿子。阿不都哈林灭掉东察合台汗国之后，其兄阿不都哈林封他为吐鲁番的总督。《明史·西域传》把他当做了沙汗的弟弟（其实他是沙汗堂兄弟的儿子）。阿不都哈林在1592年死后，他即位为汗，击败乌兹别克汗国的入侵。他信奉纳克什班底教黑山派，黑山派的伊斯哈克、沙迪和卓父子在他晚年掌握国政。1610年，马黑麻去世，他的长子阿黑麻即位。
| 前任： 阿不都哈林 | 叶尔羌汗国君主 1592年—1610年 | 繼任： 阿黑麻 |